# Các đồn điền chè cổ trên dãy núi Vân Hải tại Phổ Nhĩ
Các đồn điền chè cổ trên dãy núi Vân Hải tại Phổ Nhĩ nằm ở phía đông nam của huyện tự trị Lan Thương, thuộc Phổ Nhĩ, Vân Nam, Trung Quốc. Đây là đại diện tiêu biểu của rừng chè nhân tạo gồm 5 khu vực rừng chè cổ thụ, 9 làng cổ và 3 rừng phòng hộ. Năm 2013, các đồn điền chè cổ trên dãy núi Vân Hải được xếp hạng là Di tích văn hóa lịch sử trọng điểm được bảo vệ cấp quốc gia (đợt 7). Ngày 17 tháng 9 năm 2023, nó đã chính thức được UNESCO công nhận là Di sản thế giới trong phiên họp lần thứ 45.。

## Tổng quan
Các đồn điền chè cổ trên dãy núi Vân Hải là mô hình về quá trình phát triển nhân tạo của tổ tiên người Thái và Bố Lãng trồng trà lá to ở Vân Nam (trà Phổ Nhĩ). Đây là đồn điền chè được bảo tồn tốt nhất trên thế giới, đồng thời là đồn điền chè lâu đời nhất và lớn nhất. Từ thế kỷ 10 đến 14, khi tổ tiên của người Bố Lãng và người Thái di cư lên núi Vân Hải, họ phát hiện ra một vùng rộng lớn các cây chè hoang nên đã xây dựng làng trong rừng và trồng chè xung quanh các làng, hình thành truyền thống trồng chè trong rừng. Trong thời nhà Minh và Thanh, do hoạt động buôn bán chè bùng nổ, quy mô trồng cây chè ở núi Vân Hải được mở rộng và rừng chè cổ trở thành nguồn thu nhập quan trọng của các nhóm dân tộc địa phương.
Quần thể cảnh quan này gồm 5 rừng chè cổ thụ với quy mô lớn, 5 làng cổ của người Bố Lãng, 4 làng của người Thái cùng 3 khu rừng phòng hộ riêng biệt. Tổng diện tích khu di sản là 19.095,74 ha, bao gồm 7.167,89 ha diện tích vùng lõi và 11.927,85 ha vùng đệm. Khu di sản thuộc địa phận hành chính của Cảnh Mại thôn và Mang Cảnh Thôn thuộc Huệ Dân trấn tổng cộng có 10 làng (trong đó có 9 làng cổ) với 1.231 hộ gia đình và 5.088 nhân khẩu. Ước tính số lượng cây chè cổ thụ trong khu di sản là trên 1,2 triệu cây.